# Trois petites chansons – Souvenir de mon enfance
Trois petites chansons (Souvenir de mon enfance) (W23) is een compositie voor stem en piano van Igor Stravinsky, al gecomponeerd in 1906, maar definitief afgerond in oktober-november 1913 in Zwitserland (Clarens), op Russische volksteksten in een vertaling in het Frans van Charles Ferdinand Ramuz.
Het werk bestaat uit de volgende drie liederen:
1. La petite pie (De kleine ekster; opgedragen aan Stravinsky's zoon Sviatoslav Soulima)
2. Le Corbeau (De raaf; voor zijn dochter Ludmila)
3. Tchitcher-Iatcher (voor zijn zoon Theodore)

De korte liederen zijn gebaseerd op melodieën van Stravinsky zelf die hij als thema had gebruikt voor improvisaties ter vermaak van zijn gezelschap. De versie uit 1906 is verloren gegaan; dat het werk in dat jaar al was gecomponeerd blijkt uit Stravinsky's herinneringen dat hij ze in 1906 aan Rimski Korsakov had voorgespeeld. In het laatste deel van de Symfonie in Es, ook uit 1905-1906, is er bovendien een overeenkomst te zien met het lied Tchitcher-Iatcher. De bestaande pianopartij is echter van 1913, omdat hierin gebruik wordt gemaakt van compositietechnieken die Stravinsky pas ontwikkeld had voor de Le Sacre du printemps: acciaccaturas in La petite pie, en dissonante akkoorden sequenzen geplaatst tegenover het hoofdthema in Tchitcher-Iatcher.
Voor de liederen heeft Stravinsky gebruikgemaakt van volksteksten; het laatste lied bestaat uit louter onomatopeeën.
Tussen 1929 en 1930 orkestreerde Stravinsky de Trois petites chansons voor stem en klein orkest, waarbij de liederen, met name La petite pie, verlengd werden. In Tchitcher-Iatcher plaatst Stravinsky tegenover de symmetrie van de stempartij asymmetrische pauzes tussen sommige van de frases. Ook voegt hij bij de vocale onomatopeeën in de instrumentatie van het laatste lied onomatopeeën toe in de partijen voor klarinetten en fagotten. De orkestversie was bedoeld voor een nooit uitgebrachte Franse film.

## Oeuvre
Zie het Oeuvre van Igor Stravinsky voor een volledig overzicht van het werk van Stravinsky.

## Geselecteerde discografie
Trois petites chansons (Souvenir de mon enfance) door Cathy Berberian, sopraan en het Columbia Symphony Orchestra o.l.v. Igor Stravinsky (Stravinsky Songs 1906-1953, CBS 72881, 1971; in 1991 verschenen op cd in de 'Igor Stravinsky Edition' in het deel 'Opera'(sic), 2 cd's SM2K 46298)